# Andrej Tišma
Andrej Tišma (Novi Sad, 1952) srpski je umetnik. Bavi se konkretnom poezijom, majl-artom, pečatnom umetnošću, fotografijom, performansom, elektrografikom, videom, veb-artom i muzikom.
Diplomirao je na Akademiji likovnih umetnosti u Pragu 1976. godine. Samostalno izlaže od 1972. godine(Novi Sad, Beograd, Milano, Seul, Njujork, San Francisko, London, Budimpešta, Tokio, Bremen), a od 1969. godine je učestvovao na preko 500 zajedničkih izložbi u zemlji i oko 40 zemalja sveta. Likovne kritike i eseje objavljuje od 1976. godine u brojnim listovima, časopisima, na radiju i televiziji. 
Član je Udruženja likovnih umetnika Srbije (sekcija proširenih medija), Udruženja likovnih umetnika primenjenih umetnosti i dizajnera Vojvodine (teorija i kritika), Međunarodnog udruženja likovnih kritičara (AICA), kao i Medjunarodnog udruženja pisaca i umetnika (IWA) sa sedištem u Blaftonu, SAD. Živi u Novom Sadu. 

## Spoljašnje veze
- veb sajt